# 館林市立第三中学校
館林市立第三中学校（たてばやししりつ だいさんちゅうがっこう）は、群馬県館林市青柳町に所在する公立中学校。

## 校歌
- 作詞：鈴木比呂志
- 作曲：植村 享

## 教育目標
- 広く豊かな心をもつ
- 自ら学ぶ
- 心身を鍛える

## 沿革
- 1969年6月 -館林市第三中学校を設置し、六郷教場と三野谷教場で授業を開始
- 1971年（昭和46年）4月 - 新設館林市第三中学校を開校、六郷教場と三野谷教場を廃止
- 1972年（昭和47年）1月 - 校歌、愛唱歌を制定
  - 7月 プール建設完了
- 1974年（昭和49年）1月 - 男子の制服を制定
- 1981年（昭和56年）8月 -教室増設工事(南校舎2、3階）完了

校庭整備完了
- 1989年（平成元年）12月 - 「平和と愛の鐘」設置
- 1998年（平成10年）7月 - 職員室、校長室、保健室にエアコン設置
- 2002年 館林市より、情報教育実践推進校に指定を受ける

## 学区
新宿一丁目の一部、新宿二丁目、小桑原町、富士原町、青柳町、苗木町、諏訪町、近藤町、赤土町、成島町の一部、上三林町、下三林町、入ヶ谷町、野辺町、富士見町の一部

## 著名な卒業生
- こうちゃん（元QuizKnock）[2]